# Ferdynand Chotomski
Ferdynand Chotomski-Dienhejm znany także jako Ferdynand Dienheim Chotomski, pseud.: Ziemianin polski, (ur. 20 stycznia 1797 w Kokoszyńcach k. Tarnopola, zm. 22 października 1880 w Gulczewie) – polski poeta, tłumacz, publicysta, lekarz, malarz i humorysta, w latach 1870-1880 członek honorowy Poznańskiego Towarzystwa Przyjaciół Nauk.

## Życiorys
Urodził się w Kokoszyńcach (w II RP w powiecie skałackim), jako syn Stefana i Katarzyny z Kochanowskich. Początkowo kształcił się u Bazylianów w Buczaczu, a następnie w konwikcie pijarów na Żoliborzu. Uczestnik wojen napoleońskich (w 1812 wstąpił do 15. pułku piechoty Księstwa Warszawskiego – dosłużył się w nim rangi podporucznika). W bitwie pod Lipskiem dostał się do niewoli, z której powrócił po kilku miesiącach (1814). Brał udział w powstaniu listopadowym. Czynnie działał w szkolnictwie podczas powstania krakowskiego i warszawskiego. Po roku 1831 osiadł w Paryżu, gdzie studiował medycynę Francji, obronił doktorat. W 1860 uczestniczył w kampanii sycylijsko-neapolitańskiej pod wodzą Garibaldiego. Zajmował się także: historią, archeologią, malarstwem, handlem i medycyną. Został pochowany na cmentarzu we wsi Imielnica (obecnie osiedle Płocka).

## Twórczość
W roku 1821 współwydawca Pamiętnika Galicyjskiego. Pierwsze swe satyry i anakreontyki drukował w Pamiętniku Lwowskim (1816), potem w Tygodniku Polskim i Zagranicznym (1818–1819) oraz w Wandzie (1822-1828). Przerabiał komedie Moliera: Górno uczone kobiety (1822) i pisał poematy historyczne Jan Zahorowski (1845). Znany jest głównie jako autor trawestowanej Eneidy (ogłaszanej częściami od roku 1818).

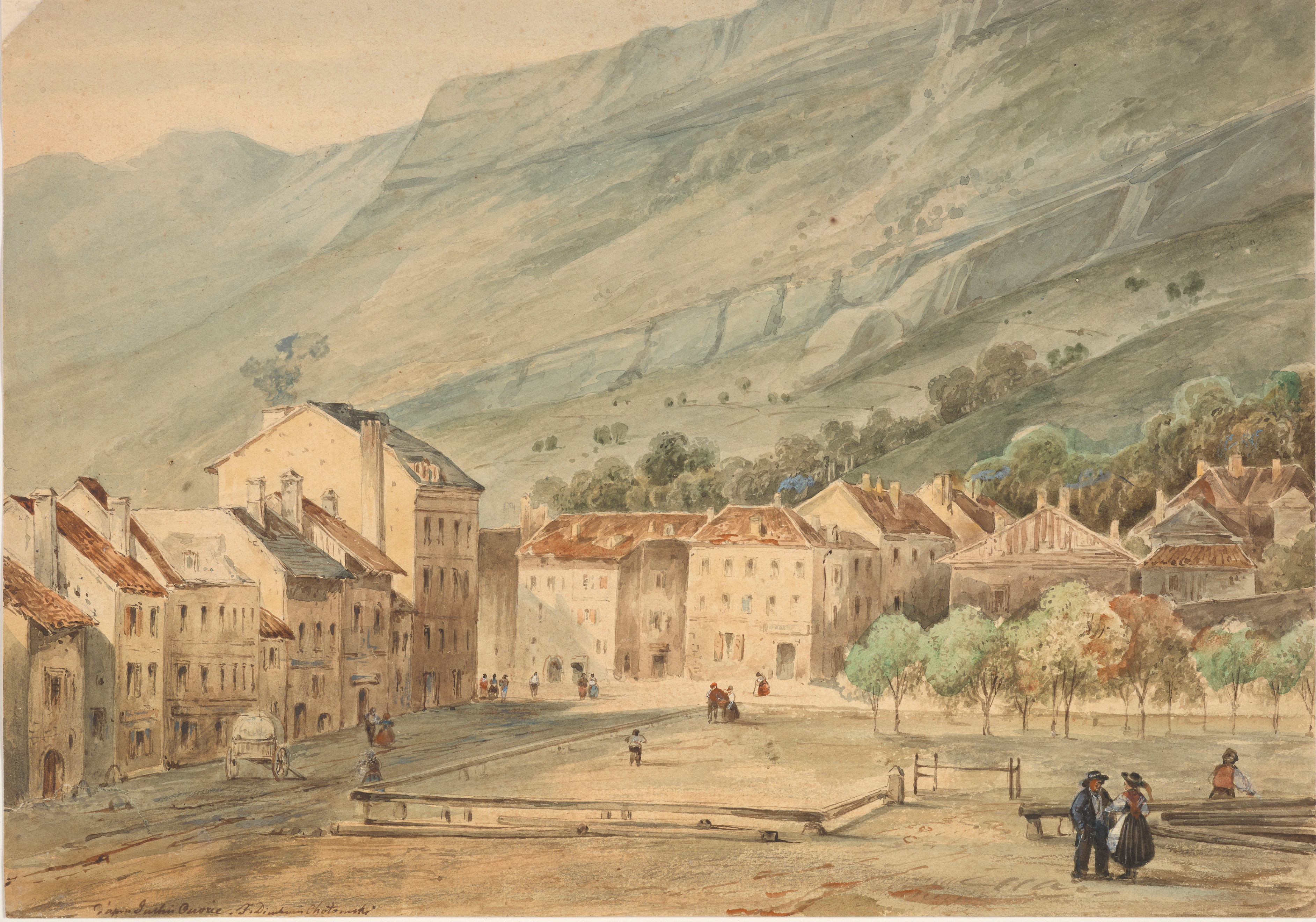
Pejzaż z widokiem miasta

### Ważniejsze dzieła
- Pulpit żywy... Naśladowanie Gresseta, Warszawa 1817
- "Trawestacja Eneidy", fragmenty ogł.: Tygodnik Polski i Zagraniczny 1818-1819; Dziennik Warszawski 1818, 1829; Wanda 1828; fragm. z księgi VI: Wieniec. Pismo zbior. ofiarowane S. Jachowiczowi, t. 2, Warszawa 1858; trawestacja ukończona w latach 1860-1870; fragmenty ogł. K. W. Wójcicki: Kawa literacka w Warszawie (r. 1829-1830), Warszawa 1873, s. 59; przedr. K. Bartoszewicz: Księgi humoru polskiego, t. 3, Petersburg 1897; przedr. A. Bar: Kumoszki na Parnasie, Kraków 1947, s. 273-274
- Opis ptaków Królestwa Polskiego, zeszyt 1-2, Warszawa 1830, (tekst i tytuł w jęz.: polskim, francuskim i niemieckim)
- Thèse pour le doctorat en médecine, présentée à la Faculté de Méd. de Paris..., Paryż 1842
- "Odpowiedź panom Chełmickiemu i Zwierkowskiemu na broszurę ogłoszoną przez nich w Paryżu 20 lutego 1843 roku pod tytułem: Objaśnienia na urzędowych dowodach oparte, tyczące się przywłaszczenia władzy prezesa Rządu Narodowego", Paryż 1843
- List ziemianina polskiego do emigracji. Okólnik o komitecie narodowym polskim do kraju (Paryż 1844); list drugi z datą 1845, wyd. 1846, (wyd. anonimowe)
- Do jenerała Rybińskiego w imieniu obecnych oficerów polsk. na obchodzie rocznicy bitwy pod Grochowem, dn. 25 lutego 1844, Paryż brak roku wydania
- Do jenerała Rybińskiego na zgromadzeniu wojskowych w rocznicę rewolucji, d. 29 listopada 1844, (Paryż) brak roku wydania
- Obrona Rybińskiego, Paryż 1845
- Jan Zahorowski. Powieść historyczna z czasów Jana Sobieskiego (wierszem), Paryż 1845, wyd. 2 Paryż 1846
- Atlas, do krótkiego rysu chorób skórnych, wykonany (własnoręcznie) przed rokiem 1858, (w roku 1858 egz. darowany Towarzystwu Lekarzy Warszawskich).

Artykuły i drobne utwory umieszczał w czasopismach: Biblioteka Warszawska, Dziennik Warszawski (1828-1829), Goniec Krakowski, Kurier Polski (Warszawa), Kurier Warszawski, Pamiętnik Galicyjski (współred. 1821), Pamiętnik Lwowski (1816), Pszczoła Polska (Lwów), Revue des Deux Mondes (tu: "Recueil des antiquités slaves", fragm.), Rozmaitości (Lwów), Tygodnik Polski i Zagraniczny (tu m.in.: "Pojedynek. Poema komiczne" 1818-1819 – autograf Ossolineum, sygn. 52801; "Zaloty. Poema komiczne" 1818-1819), Wanda (1822-1828), Wieniec (1858). Kilka jego wierszy z czasopism przedrukował: K. Bartoszewicz: Księgi humoru polskiego, t. 3, Petersburg 1897; P. Hertz: Zbiór poetów polskich XIX w., księga 1, Warszawa 1959.

### Przekłady
- Molière: Górno uczone kobiety. Komedia w 5 aktach (wierszem), Lwów 1822
- Sztuka zachowania zdrowia. Ułożona przez szkołę salernitańską. Tłumaczenie wierszem, Warszawa 1958, według Estreichera autorem oryginału jest Jan z Mediolanu lub ks. Paga (około roku 1100).

### Listy i materiały
- Do W. Wielogłowskiego 6 listów z lat 1836-1843, rękopis: Biblioteka PAN Kraków, sygn. 1838, k. 309-316
- List do Aleksandra Grabowskiego z roku 1866, rękopis: Biblioteka Narodowa, sygn. 1866, k. 52-53
- Wiadomość o własnoręcznym liście marszałka Davout do jenerała dywizji wojsk pol. Amilkara Kosińskiego pisanym z obozu pod Rygą 1812, rękopis: Ossolineum, sygn. 2386/II.

## Literatura dodatkowa
- Ludwik Zembrzuski: Chotomski Ferdynard ze Szczawina. W: Polski Słownik Biograficzny. T. 3: Brożek Jan – Chwalczewski Franciszek. Kraków: Polska Akademia Umiejętności – Skład Główny w Księgarniach Gebethnera i Wolffa, 1937, s. 432–433. Reprint: Zakład Narodowy im. Ossolińskich, Kraków 1989, ISBN 83-04-03291-0
- T. 4: Oświecenie. W: Bibliografia Literatury Polskiej – Nowy Korbut. Warszawa: Państwowy Instytut Wydawniczy, 1966, s. 353-354.